# Nakkurin (norðari)
Nakkurin (norðari) è una montagna alta 754 metri sul mare situata sull'isola di Viðoy, la settima per estensione dell'arcipelago delle Isole Fær Øer.
È la ventiquattresima montagna, per altezza, dell'intero arcipelago, e la seconda, sempre per altezza, dell'isola.

Nella mappa è erroneamente riportata l'altezza della montagna vicino al capo settentrionale dell'isola stessa 

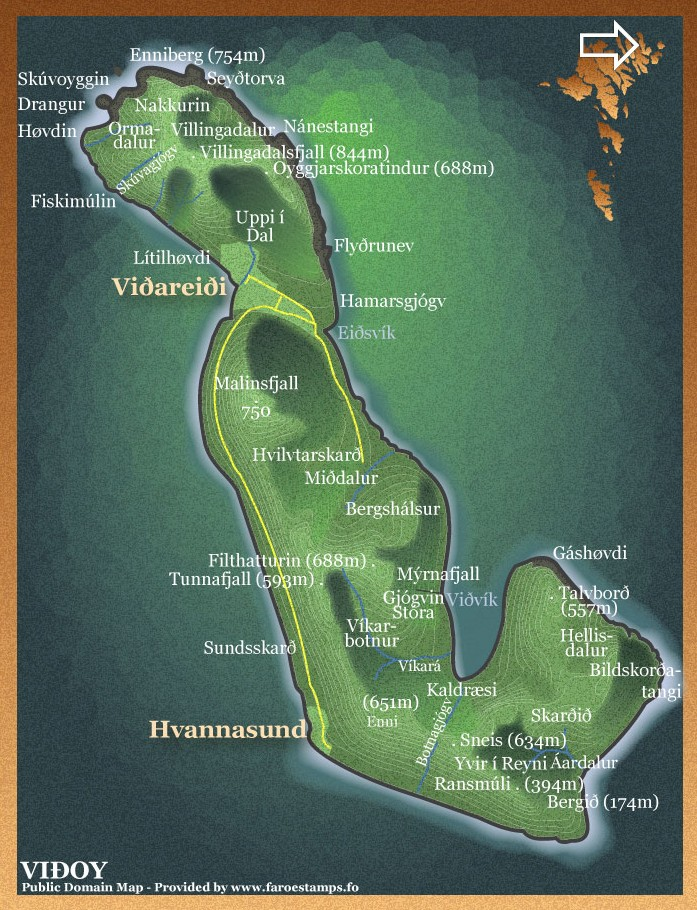
isola di Viðoy, mappa delle località e delle alture

.